# Martainville (Calvados)
Martainville település Franciaországban, Calvados megyében. Lakosainak száma 119 fő (2022. január 1.). Martainville Bonnœil, Saint-Germain-Langot és Cesny-les-Sources községekkel határos.

## Népesség
A település népességének változása:
| Lakosok száma | 94   | 78   | 96   | 98   | 114  | 120  | 119  | 120  | 121  | 119  |
|               | 1968 | 1982 | 1990 | 2006 | 2013 | 2015 | 2017 | 2019 | 2020 | 2022 |